# Beeball

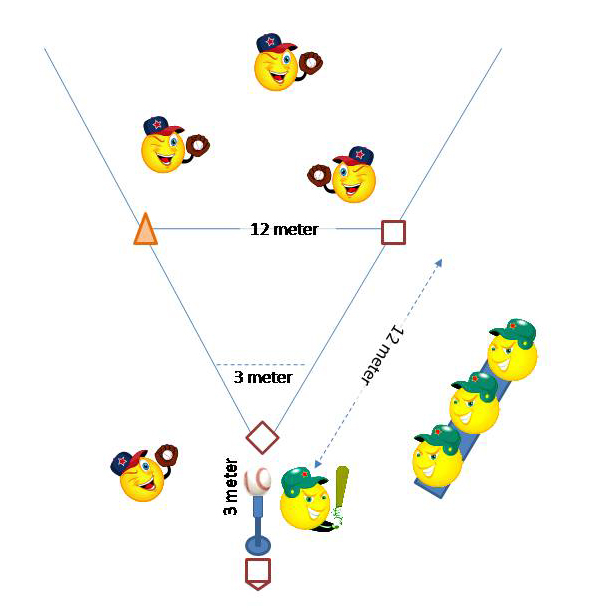
Een Beeball (Rookie) veld-opstelling

Beeball is een sterk vereenvoudigde vorm van honkbal en softbal bedoeld om de jongste kinderen de beginselen van deze sporten aan te leren.

## Ontwikkeling
De variant is door de KNBSB ontwikkeld om in de plaats te komen van het tot op heden gebruikte peanutball. Sinds 2008 draaide de eerste competitie als pilot in de regio Zuid van de bond en vanaf het seizoen 2009 werd Beeball landelijk geïntroduceerd. In 2011 was het landelijk ingevoerd.

## Spelers
Het spel wordt gespeeld door jongens en meisjes van 5 tot en met 9 jaar. Omdat het spel gespeeld wordt met jonge kinderen, is veiligheid van het spel erg belangrijk. Daarom speelt men met een zachte knuppel en een zachte speelbal.

## Spelniveau
Beeball heeft 2 verschillende speelniveaus, gebaseerd op de ervaring van de spelertjes. De KNBSB ontwikkelde een Beeball Rookie League voor kinderen tot en met 7 jaar en een Beeball Major League voor kinderen tot en met 9 jaar. In de Rookie League speelt men op een veld met drie honken (1e, 2e en thuisplaat) in de vorm van een gelijkzijdige driehoek met maximaal vijf spelers in het veld. In de Major League met vier honken (ook een 3e honk) in de vorm van een ruit met maximaal negen spelers in het veld. Beeball Major kan gespeeld worden met minimaal zes spelers. Iedere inning draaien de spelers (inclusief de spelers op de bank) een positie door, tijdens de slagbeurt.

## Het spel en de spelregels
Doel van het spel is om meer punten te scoren dan de tegenstander. Een punt kan op verschillende manieren gemaakt worden: 
1. De slagman slaat een homerun (de bal uit het veld).
2. De slagman bereikt de thuisplaat.
3. De veldspeler vangt de bal die is weggeslagen door een slagman van de tegenpartij.

Er zijn per wedstrijd (maximaal) vier slagbeurten (innings) waarin elk team volledig aan slag komt. Een slagbeurt voor de speler is voorbij zodra de slagman getikt wordt of op een honk staat en speltechnisch niet meer verder kan. Is hij op moment van tikken in contact een honk, dan is de speler in of safe. Heeft hij geen contact met een honk, dan is de honkloper uit. De slagbeurt van het team is voorbij wanneer iedereen uit het team aan slag is geweest.
Het spel is uiterst actief en zorgt voor een goede teambuilding. Het kan met zeer beperkte middelen gespeeld worden op een pleintje, grasveld of in een sportzaal. De leiding wordt gevormd door ouders of vrijwilligers die via de KNBSB een korte instructie-cursus ontvangen.

## Bond
Net als honk- en softbal en peanutball, valt Beeball onder de Koninklijke Nederlandse Baseball en Softball Bond (KNBSB).